# صلاح العباسي
صلاح محمد نور الشيخ عباس العباسي (مواليد 20 يونيو 1971) حكم كرة قدم بحريني من أصل إيراني.
أصبح العباسي حكم كرة قدم دولي معتمد من قبل الاتحاد الدولي لكرة القدم في عام 2009. أدار دوليا في التصفيات الآسيوية المؤهلة إلى كأس العالم لكرة القدم 2014 أبرزها المباراة التمهيدية بين فلسطين وتايلند كما يدير مباريات الدوري البحريني الممتاز.